# 三つの棺
『三つの棺』（みっつのひつぎ、米題：The Three Coffins, 英題：The Hollow Man）は、1935年に発表されたジョン・ディクスン・カーの長編推理小説である。三部二十一章からなる。カーが最も複雑なプロットを考案していた時期の好例である。本作の第17章「密室の講義」 (The Locked Room Lecture) は密室トリックを分類したエッセイとしても知られ、推理小説論のアンソロジーに収録されることもある。

## 主な登場人物

### グリモー家
- シャルル・グリモー…教授。超常現象の研究と執筆をしている。
- ロゼット・グリモー…シャルルの娘。大学にも行った革新思想の女性。
- スチュアート・ミルズ…シャルルの秘書。赤毛の小男で厚い眼鏡をかけている。
- エルネスチーヌ・デュモン…グリモー家の家政婦。ミルズと不仲。
- ヒューバート・ドレイマン…グリモー家の居候。いたずらや手品で子供たちと遊ぶのが好き。シャルルを救った恩人らしい。
- アニイ…メイド。

### グリモー関係者
- アンソニイ・ペチス…怪談収集家。シャルルを「大将」、ロゼットとマンガンを「ガキども」と呼ぶ。
- ボイド・マンガン…新聞記者。ロゼットに気がある。
- ジェローム・バーナビイ…画家。ロゼットより20は年上だが、やはり気がある。
- ピエール・フレイ…見世物劇場の奇術師。シャルルとその取り巻きが居る酒場で脅迫する。
- ジョン・オローク…フレイの同僚。アイルランド人の軽業師。

### 捜査陣
- テッド・ランポール…フェルの友人
- ドロシイ・ランポール…テッドの妻
- ハドレイ…警視
- ギデオン・フェル…名探偵

## あらすじ
酒場でグリモー教授と友人たちが吸血鬼について語り合っていると、一人の男が割り込んできた。男は「棺の中から抜け出すことのできる人間もいる。自分もその一人である。弟はそれ以上のことができ、教授にとって危険な存在である。近々自分か弟かどちらかが教授を訪問する。」と告げ、カリオストロ街に住む奇術師のピエール・フレイという名刺を渡して去る。2月6日のことだった。その後教授は新聞記者マンガンに、2月9日に訪ねてくると脅かす者がいると語り、用心のために大きな画を買ったと意味不明の言葉をもらす。マンガンの友人ランポールから話を聞いたフェル博士は、ただならぬ事態を予感し、ハドレイ警視を加えて、9日の夜ラッセル・スクエアの西にあるグリモー邸を訪問する。時すでに遅く凶事発生の直後だった。
9時45分グリモー邸にコートに帽子、顔に仮面をつけた男がやって来た。玄関で応対したグリモー家の家政婦デュモンが、男を一旦待たせて3階に上がると、鍵をかけたはずなのに男はついてきたという。書斎の戸口で教授と押し問答していたが、結局デュモンを残して男は入っていった。教授の秘書ミルズが、ホールを隔てて書斎の反対側にある仕事部屋におり、一切を目撃していた。10時10分銃声が聞こえ、マンガンが鍵のかかった扉を破ろうとしていたところにフェル博士一行が訪れた。中では教授が胸を撃たれて倒れていた。仮面の男の姿はなく、窓の外は9時30分頃止んだ雪が積もっているものの、足跡はなかった。
グリモー家の居候ドレイマンによると、グリモーの本名はホーバートで、フランス人ではなくマジャール人であり、三人兄弟の長兄だった。ドレイマンはかつてハンガリーの山中で、三つ並んだ墓の一つから這い出ようとしていたグリモーを助けた。グリモーは、兄弟三人は投獄されていたが、弟二人が伝染病で死んだのに乗じ、自分も死んだふりをして一か八かの脱獄を試みたと語った。この証言を得て、実は三人全員が死んだふりをして脱獄したのではないかという疑惑が湧き上がった。グリモーは弟たちを見捨てたが、二人は脱獄に気付いた当局に救い出され、出所後兄に復讐したのではないか。フレイは次兄ではないか。ところがフレイも同じ夜に射殺されていた。場所はグリモー邸から歩いて3分ばかり、ラッセル・スクエアの反対側にあるカリオストロ街の真中だった。
目撃者たちによると10時25分のことだった。「二発目はおまえにだ」という声と共に銃声が鳴り響き、見るとフレイが倒れようとしていた。フレイは背中を至近距離から射たれて死んでいた。現場は街燈に照らされており、身を隠せる建物からは数メートル離れているのに、加害者を誰も見ておらず、雪の上には被害者以外の足跡はない。傍らに落ちていた拳銃は両方の事件の凶器と鑑定された。

## 密室講義
講義を開始する際、フェル博士は自分たちが小説の中の人物であると明言する。ゆえに本作をメタフィクションの一例と見る意見もある。
- 人間が出入りする秘密の通路や、凶器が通れる大きさの穴の類は下等なトリックとして分類からは排除する[3]。

- 密室内に殺人犯はいなかった。
  1. 偶発的な出来事が重なり、自殺や事故を殺人と誤認。
  2. 暗示や毒物の効果により被害者が死ぬように追い込む。
  3. 室内に隠された何らかの仕掛けによる殺人。
  4. 殺人に見せかけた自殺。
  5. すでに殺害された人物が生きているように見せかける。
  6. 犯人は室外にいたが、犯行は室内で行われたと誤認される。たとえば室外でのアクションが室内に届き被害者を殺害する。あるいは室外で致命傷を負った被害者が室内に入ったのち死亡する。
  7. 未だ生きている人物を死んだように見せかけ後で本当に殺害する。

- ドアの鍵が内側から閉じられているように見せかける。
  1. 鍵穴に差し込んだままの鍵を糸などで操作し鍵をかける。
  2. 蝶番を外す。
  3. ボルトを糸などで操作する。
  4. カンヌキや掛け金を、氷などを利用して部屋を出た後落としこむ。
  5. 鍵を隠し持っておき、扉にあるはめ殺しのガラスなどを割ったときに、いち早く中に手を突っ込み抜き取ったふりをする。
  6. 外から鍵を掛け鍵を中に戻す。

本文中では、分類ごとにトリックの実例が列挙され、わずかではあるが該当する作品の題名も挙げられている。自作『弓弦城殺人事件』『黒死荘の殺人』（プレーグ・コートの殺人）なども実例中に含まれている。
3年後に刊行されたクレイトン・ロースンの『帽子から飛び出した死』（1938年）から現代にいたるまで、「密室講義」の引用や言及、補足や観点を異にする分類体系の提案などが多数ある。

## 作品の構成とトリック
真相は錯綜したもので、カーは見かけとは逆に事件の諸相を集積して本作を構成している。
フレイは確かに教授の弟だった。しかし三男は棺が掘り出される前に窒息死していた。酒場での言葉は恐喝をほのめかしていた。教授はミルズをアリバイの証人に仕立て、フレイの殺害を計画する。デュモンはハンガリー時代からの内縁で共犯を務めた。まず画の包みに大きな鏡を隠して書斎に持ち込む。決行時は書斎の戸口に鏡を置いたあとこっそりフレイの下宿に行き、遺書にも見える文章を書くよう言いくるめ、隙を見て自殺と思われるような個所に銃弾を撃ち込む。さらに自身の体にも一発撃つ。コートに帽子、仮面で顔を隠して帰宅、鏡の前で仮面を外して顔を映し、背後のミルズに見せつける。鏡はミルズからは縁が見えず、鏡像と実像が、人間が二人書斎の戸口の内外で相対していると見える位置に配置されている。戸の開け閉めはデュモンが行う。書斎に入った後(鏡像は実像に隠れてミルズからは見えなくなる)は鏡を暖炉に隠し、実は紙製の衣装を燃やす。仕上げはカンシャク玉を破裂させて、駆け付けた家人に今フレイが自分を撃って窓から逃げたと証言する。その後警察が自殺を発見という段取りだった。
犯行当夜雪が突然降り始めるが、教授は計画完了時までには止むまいと当て込んだ。殺害の際思わぬ抵抗にあい、背中を撃ったことで偽装自殺は望み薄となったが、続行を決意する。フレイの声を聞いた人々が駆けつけるのを恐れ、一刻も早く戻ろうと自傷は止めた教授が去ると、まだ生きていたフレイも立ち上がり外へ出た。街頭で建物の間に教授を見出したフレイは、「二発目はおまえにだ」と叫びをあげ、一発撃ちこんだところで息絶え、銃を取り落して倒れた。銃の指紋は雪で流れ落ちた。銃弾は教授の肩甲骨の下、奇しくもフレイを後ろから撃ったのと同じ個所に命中していた。自宅に戻った教授も偽の銃声を聞かせたところで力尽きた。10時25分というフレイ射殺時の証言は、現場前のショーウィンドウの時計を目に留めたもので、時計は狂っており実は9時40分頃だった。

## 刊行までの経緯
1935年初頭、カーはアンリ・バンコランを復帰させるべく“Vampire Tower”と題された長編にとりかかった。ところがもはやバンコランの人物像にリアリティを感じることができず、途中で原稿を破棄し書き直したのが本作である。ディクスン名義は1936年の『パンチとジュディ』で離れるまで、全作が不可能犯罪を謎の中心に据えているが、本名では1930年のデビュー作『夜歩く』以来となる。

## 作品の評価
- 日本では1936年の伴大矩（ばん だいく）訳『魔棺殺人事件』（日本公論社）が初訳であるが、これは抄訳であった。これを読んだ江戸川乱歩・横溝正史・坂口安吾はともに芳しくない感想を持った[6]。以後悪訳はカーについて回り、戦後の村崎敏郎による完訳（『三つの棺』ハヤカワ・ポケット・ミステリ137）も評価は低い。1976年には三田村裕による訳書（ハヤカワ・ポケット・ミステリ137）[7]が、2014年には加賀山卓朗による新訳（ハヤカワ文庫2-21）が刊行された。
- 江戸川乱歩はのちに「カー問答」（『別冊宝石』、カア傑作集、1950年）[8]の中で、カーの作品を第1位のグループ6作品[9]から最もつまらない第4位のグループまで評価分けし、本作の評価を第2位のグループ7作品の筆頭に改めている[10]。
- ジュリアン・シモンズは『ブラッディ・マーダー』において本作をカーの最高傑作としている。
- 設定が複雑なだけに細部に不自然や無理は多いが、本作の評価でもっぱら問題となるのはグリモー教授事件の奇術的トリックの是非である。横溝や松田道弘は否定的、都筑道夫は問題はあるが許容範囲内としている。ダグラス・G・グリーンはかつては否定的であったが、再読して意見を変えたという。またドナルド・E・ウェストレイク『二役は大変!』の主人公は、必要にせまられてこのトリックを実演し成功をおさめる。
- 1981年に欧米の作家・評論家17人に対して実施した密室長編ものの人気投票ベスト10[11]で、本作は1位となった[12]。
- 1995年にアメリカ探偵作家クラブが選出した『史上最高のミステリー小説100冊』の総合で96位に評価されている[13]。
- 「東西ミステリーベスト100」（『週刊文春』）では、1985年版で26位[14]、2012年版で16位[15]に挙げられている。

## 書誌情報
- 三つの棺（1955年2月 早川書房 ハヤカワ・ポケット・ミステリ 137 / 村崎敏郎 訳）
- 三つの棺（1976年1月 早川書房 ハヤカワ・ポケット・ミステリ 137 / 三田村裕 訳）
- 三つの棺（1979年7月 ハヤカワ・ミステリ文庫 / 三田村裕 訳）
- 三つの棺（2014年7月 ハヤカワ文庫 / 加賀山卓朗 訳）